# MARPOL
MARPOL 73/78 (SÖ 1980:7) är en internationell konvention om förhindrande av havsföroreningar från fartyg. Konventionen undertecknades 1973 och modifierades 1978, men trädde i kraft först 2 oktober 1983. Den administreras av International Maritime Organization (IMO) i London. I maj 2013 deltog 152 stater, som sammanlagt stod för 99,2 % av världens tonnage. 

Konventionen innehåller grundläggande principer och allmänna skyldigheter, men även mer detaljerade regler i sex bilagor. 
- Bilaga 1 gäller oljespill, och förbjuder i princip utsläpp av olja från fartyg. I känsliga områden som Östersjön, Medelhavet, Röda havet och Antarktis är förbudet absolut. Sedan 1993 finns även kravet att vissa oljetankrar ska ha dubbelt skrov.
- Bilaga 2 gäller föroreningar från kemikalier i bulk
- Bilaga 3 gäller föroreningar från ämnen i förpackad form eller i fraktcontainrar, eller i flyttbara tankar
- Bilaga 4 gäller utsläpp av toalettavfall
- Bilaga 5 gäller utsläpp av sopor
- Bilaga 6 gäller luftföroreningar

Bilagorna 1 och 2 är bindande för konventionsparterna, men de andra är frivilliga. 
Alla fartyg som är flaggade i en stat som undertecknat konventionen omfattas av bestämmelserna. Flaggstaterna har en skyldighet att inspektera sina fartyg, och att utfärda certifikat till de fartyg som uppfyller kraven i MARPOL. Alla övriga parter i konventionen har rätt att inspektera ett fartyg och dess certifikat när fartyget befinner sig i deras hamnar. 